# بورتو ريال دو كوليغيو
بورتو ريال دو كوليغيو (بالبرتغالية: Porto Real do Colégio‏) هي بلدية تقع في البرازيل في ألاغواس.[بحاجة لمصدر] يقدر عدد سكانها بـ 19,314 نسمة ومساحتها 240.310 كم2 وترتفع عن سطح البحر 17 متر.